# Kapocs (heraldika)

Kapocs Katzweiler címerében

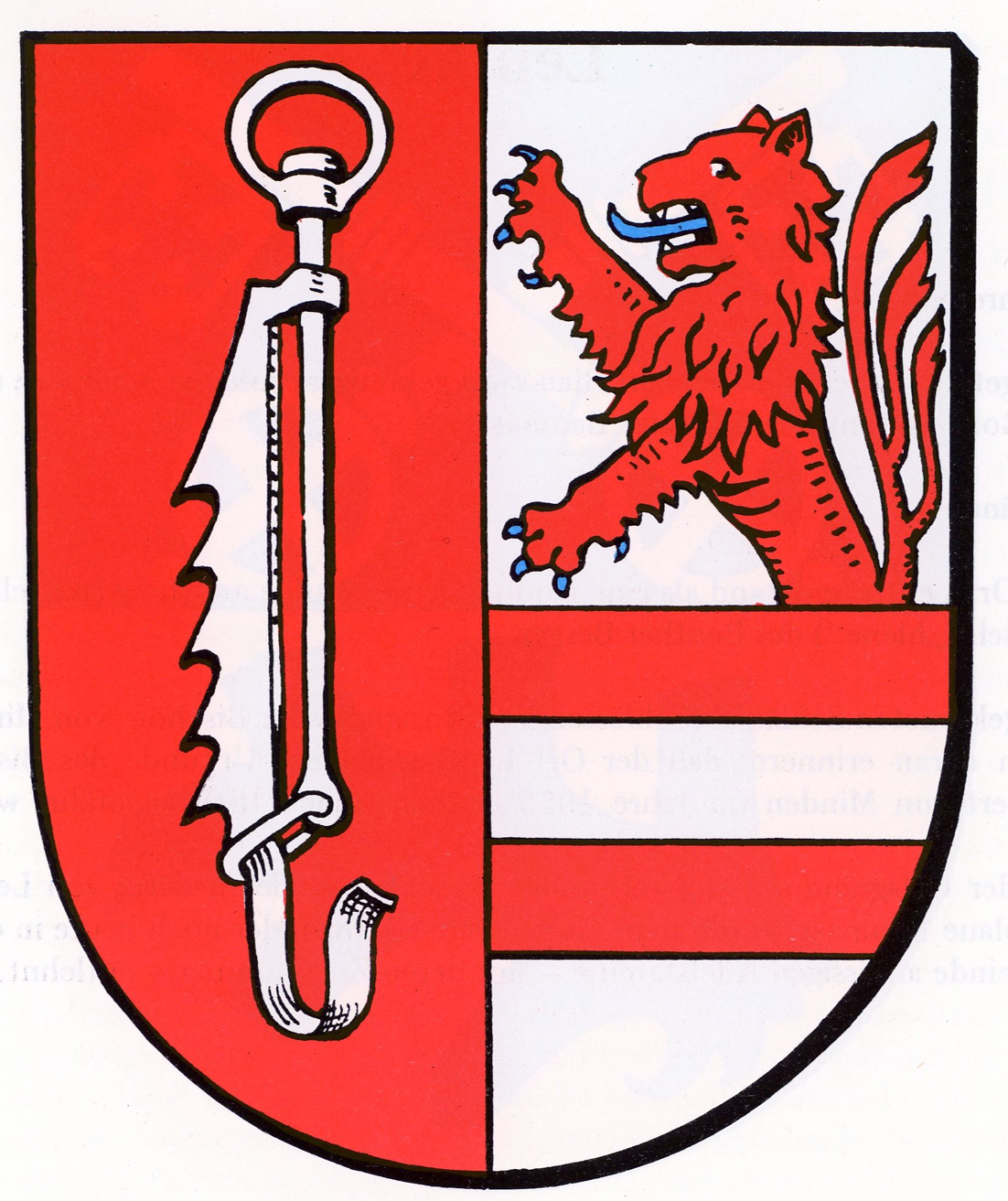
Fazékkapocs Leveste címerében

A kapcsok a heraldikában használt különféle alakú címerképek. A német és a cseh heraldikában leggyakoribb a mindkét végén kampóban végződó kapocs. Ezt régebben a lovak gyógyításánál állítólag érvágásra is használták. A cseh heraldikában néha a törvénytelen származást is jelképezte pl. az oroszlán mancsában. 
Néha fali rácsként (de: Maueranker) írják le a Hatzfeld hercegek címerében látható címerképet, mely azonban kapocsvas (de: Hausanker).   
Főzéshez használták a fazékkapcsot is (de: Kesselhaken), melyet a szabad téren a tűz fölé akasztottak. Ez látható pl. a németországi Leveste címerében.     
A báró Blomberg család címerében a sisakdíszen két sasszárny között fekete malomvas lebeg (Gudenus I. 193. l.)

## Kapcsolódó szócikk
- Rács (heraldika)